# Salamandra kotyjska
Salamandra kotyjska (Salamandra lanzai) – gatunek płaza ogoniastego z rodziny salamandrowatych występujący endemicznie na obszarze Alp Zachodnich na granicy Włoch i Francji. Dorasta do 16,0 cm długości i cechuje się spłaszczoną głową oraz czarną skórą na grzbiecie i bokach ciała. Młode rodzą się na lądzie, a płaz ten nie jest zależny od wody. Jako że modele matematyczne wykazały, że infekcje patogenicznym gatunkiem grzyba Batrachochytrium salamandrivorans najprawdopodobniej doprowadzą do wyginięcia tego gatunku w ciągu najbliższych trzech pokoleń, nadany mu został status gatunku krytycznie zagrożonego (CR). 

## Wygląd
Z wyglądu podobna do spokrewnionej salamandry czarnej, od której różni się m.in. długością ciała (do 16,0 cm u salamandry kotyjskiej, maksymalnie 14,0 cm u salamandry czarnej) czy wyglądem czubka ogona (zaokrąglony u salamandry kotyjskiej, szpiczasty u salamandry czarnej). Głowa dość spłaszczona, skóra na grzbiecie i bokach ciała czarna. Występuje słabo zaznaczona błona pławna pomiędzy palcami.

## Zasięg występowaniai siedlisko
Występuje wyłącznie na bardzo małym obszarze Alp Zachodnich (dokładnie w Alpach Kotyjskich) na granicy Włoch i Francji. Spotkać ją można m.in. we włoskiej dolinie Valle Germanasca i we francuskiej dolinie Guil. Płaz ten występuje na wysokościach bezwzględnych 1200–2600 (zazwyczaj 1500–2100) m n.p.m. Zasiedla zazwyczaj kamienne łąki alpejskie i piargi, można go także spotkać w lasach mieszanych i iglastych (głównie na mniejszych wysokościach bezwzględnych) oraz na pastwiskach. Gatunek ten żywi się bezkręgowcami i nie jest zależny od wody.

## Rozmnażanie i rozwój
Rozród słabo poznany. Do kopulacji dochodzi zapewne pod koniec lata, a ciąża trwa co najmniej dwa lata. Występuje rozwój prosty, a samica rodzi 1–6 młodych na lądzie. 

## Status i ochrona
Międzynarodowa Unia Ochrony Przyrody (IUCN) od 2022 roku klasyfikuje salamandrę kotyjską jako gatunek krytycznie zagrożony (CR); wcześniej uznawała ją za gatunek narażony (VU). Status zmieniono w związku z infekcjami grzybem Batrachochytrium salamandrivorans powodującymi chytridiomikozę u europejskich salamander. Mimo że salamandra kotyjska nie została dotychczas poddana testom na obecność B. salamandrivorans, grzyb ten spotykany jest często u spokrewnionej salamandry plamistej, co sugeruje, że S. lanzai równie może być na niego podatna. Według modeli matematycznych szansa wyginięcia salamandry kotyjskiej w związku z infekcjami B. salamandrivorans w ciągu najbliższych 21–45 lat wynosi ponad 50%. Jako że u tego płaza szansa na wyginięcie w ciągu najbliższych 3 pokoleń wynosi więcej niż 50%, kwalifikuje się na gatunek krytycznie zagrożony. Na terenie swojego zasięgu salamandra kotyjska spotykana jest często, a większość znanych subpopulacji ma stabilny rozmiar. Jednakowoż w niektórych włoskich subpopulacjach obserwuje się powolny spadek liczebności spowodowany degradacją środowiska naturalnego, a także śmierciami na drogach. S. lanzai znajduje się w załączniku IV dyrektywy siedliskowej Unii Europejskiej, a także w załączniku II konwencji berneńskiej (jako Salamandra atra). Płaz ten występuje w kilku obszarach Natura 2000, a także w paru lokalnych obszarach chronionych we Francji i Włoszech. W ochronie gatunku pomóc może ochrona środowiska, a także przeciwdziałanie infekcjom B. salamandrivorans.